# Rocquencourt, Yvelines
Rocquencourt är en kommun i departementet Yvelines i regionen Île-de-France i norra Frankrike. Kommunen ligger i kantonen Le Chesnay som tillhör arrondissementet Versailles. År 2018 hade Rocquencourt 3 623 invånare.

## Befolkningsutveckling
Antalet invånare i kommunen Rocquencourt
| Referens: INSEE |